# Blicca
Blicca is een monotypisch geslacht van straalvinnige vissen uit de familie Cyprinidae (Eigenlijke karpers).

## Soort
- Blicca bjoerkna (Linnaeus, 1758) – Kolblei